# Külüs Zsuzsanna
Külüs Zsuzsanna (Budapest, 1977. február 12. –) labdarúgó, csatár. Jelenleg az Újpest FC játékosa.

## Pályafutása
2006-ban az Angyalföldi Sportiskola csapatából szerződött az Újpesti TE csapatához, ahol két idényen át 48 élvonalbeli mérkőzésen szerepelt és kilenc gólt szerzett. 2008 és 2010 között a másodosztályú Hegyvidék SE labdarúgója volt. A XII. kerületi csapatban 39 bajnoki mérkőzésen szerepelt és 25 gólt szerzett. Tagja volt a 2009–10-es idényben az első osztályú szereplés jogát elnyerő csapatnak. A következő idényben visszatért Újpestre. 2011 nyarán az újonnan alakult Astra Hungary csapatához szerződött, de tavaszra újra visszatért az Újpesthez.

## Sikerei, díjai
- Magyar bajnokság
  - 3.: 2011–12
- Magyar kupa
  - győztes: 2012[1]